# 6162 Prokhorov
6162 Prokhorov este un asteroid din centura principală de asteroizi.

## Descriere
6162 Prokhorov este un asteroid din centura principală de asteroizi. A fost descoperit pe 25 septembrie 1973 la Observatorul de Astrofizică din Crimeea de Liudmila Juravliova. El prezintă o orbită caracterizată de o semiaxă mare de 2,59 ua, o excentricitate de 0,18 și o înclinație de 13,3° în raport cu ecliptica.